# Corrélation d'images

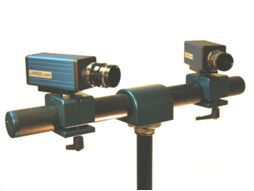
Système stéréo à deux caméras.

La corrélation d'images numériques (digital image correlation ou DIC en anglais) est une méthode optique 2D ou 3D qui permet de mesurer les déplacements entre deux images. Elle est de plus en plus employée en sciences des matériaux pour déterminer des champs de déformations, détecter des fissures ou pour fournir des champs de déplacements à des procédures d'identification de propriétés matériaux.

## Introduction
Apparue dans les années 1980 aux États-Unis, la corrélation d'images est une technique expérimentale utilisée en mécanique, en science des matériaux afin de mesurer des déplacements et en déduire des déformations. Elle est inspirée de la vélocimétrie par images de particules (en) (PIV en anglais), très utilisée en mécanique des fluides. Contrairement aux moyens de mesures traditionnels (extensomètres et jauges de déformation) qui donnent des valeurs moyennées en un point, la corrélation d'images permet d'accéder à des champs de valeurs sur l'ensemble de la surface observée.

## Principe
Le développement rapide des appareils photos et des caméras CCD donne accès à une grande quantité d'informations. En effet, chaque pixel du capteur apporte une information codée sur un nombre de bits définis par la sensibilité du capteur (typiquement 8, 12 et 16 bits). Cette information correspond au flux lumineux reçu sur ce pixel. Par exemple, l'information sur un pixel d'un capteur 8 bits prendra une valeur comprise entre 0 (noir) et 255 (blanc).
Chaque image brute est stockée sous la forme d'une matrice 2D dont chaque case a une valeur que l'on appelle niveau de gris. Ces matrices sont les données d'entrées de la corrélation d'images.
La corrélation d'images est une technique pour mesurer le champ de déplacement d'une surface d'une image déformée par rapport à une image de référence. On suppose donc que toute différence entre l'image de référence et l'image déformée provient du seul effet du champ de déplacement de la structure observée.

## Mesure d'un champ de déplacement par corrélation d'images

### Méthodes locales
Développées initialement aux États-Unis à partir des années 1980, les méthodes de corrélation d'images dites locales sont les plus largement répandues aujourd'hui. Elles reposent sur l'utilisation de la fonction de corrélation croisée (aussi appelée fonction d'intercorrélation).
La fonction de corrélation croisée est un opérateur qui agit sur deux fonctions (f(x,y) , g(x,y)), correspondant chacune à une image. Cet opérateur a la propriété de valoir 1 lorsque les deux fonctions sont identiques et de tendre vers -1 quand les fonctions sont différentes. En 2D, pour mesurer le déplacement relatif de deux images selon les axes x et y de l'image, un algorithme de corrélation utilise cet opérateur, en prenant comme fonctions f et g des portions respectivement des images de référence et déformée. L'algorithme recherche les valeurs des déplacements dx et de dy telles que g(x+dx,y+dy) maximise l'opérateur de corrélation avec f. Ces valeurs sont retenues comme les meilleures estimations des déplacements de l'image g par rapport à l'image f.
La fonction de corrélation croisée r i j peut être définie de plusieurs manières, en particulier:
{\displaystyle r_{ij}={\frac {\sum _{m}\sum _{n}[f(m+i,n+j)-{\bar {f}}].[g(m,n)-{\bar {g}}]}{\sqrt {\sum _{m}\sum _{n}{[f(m,n)-{\bar {f}}]^{2}}.\sum _{m}\sum _{n}{[g(m,n)-{\bar {g}}]^{2}}}}}}
La corrélation s'effectue sur des images en niveaux de gris : chaque pixel ne correspond qu'à une seule valeur. f(m, n) est la valeur du pixel au point (m, n) de l'image, g(m, n) est la valeur du pixel au point (m, n) de l'image à comparer, {\displaystyle {\bar {f}}} et {\displaystyle {\bar {g}}} sont les valeurs moyennes des pixels des images f et g.
Dans la pratique, l'algorithme applique cette procédure sur une série d'imagettes, qui sont des portions de l'image de référence. Il calcule la fonction de corrélation entre une imagette de référence et une imagette déformée. L'imagette de référence est fixée, et l'utilisateur paramètre une zone dans laquelle peut se trouver l'imagette déformée correspondante. L'imagette déformée de cette zone qui permet d'obtenir la plus grande fonction de corrélation croisée avec l'imagette de référence est retenue comme étant l'alter ego de celle-ci dans l'image déformée, et permet ainsi d'estimer le déplacement en ce point.
Les imagettes dites « déformées » avaient à l'origine la même forme et la même taille que l'imagette de référence ; tous les codes de corrélation recherchent désormais la rotation et la déformation de l'imagette en plus de son déplacement.
La répétition de cette procédure permet d'obtenir une cartographie des déplacements entre les deux images. Cette cartographie donne la valeur moyenne du déplacement de chaque imagette. On voit donc l'intérêt d'avoir des imagettes les plus petites possible, afin d'obtenir le champ de déplacements le plus local possible. Néanmoins, si l'imagette choisie est trop petite, l'opérateur de corrélation n'a « pas assez d'informations » pour retrouver l'homologue de cette imagette sur l'autre image, car le nombre de faux amis potentiels augmente et la sensibilité au bruit numérique des capteurs devient critique.
Cette approche est dite locale car chaque imagette est analysée indépendamment de ses voisines. La grande majorité des codes de corrélation d'images commerciaux utilisent les méthodes locales et permettent de mesurer des déplacements inférieurs au 1/10ème de pixel.

### Méthodes globales
Développées en France dans les années 2000, les méthodes de corrélation d'images dites « globales » sont moins courantes, que ce soit dans les codes commerciaux ou universitaires. Ces approches reposent sur l'ajout d'hypothèses cinématiques pour améliorer la résolution du problème mathématique pour corréler deux images.
Ainsi, une hypothèse cinématique est prise a priori par l'utilisateur (continuité du déplacement, fissuration, flexion, traction...) pour utiliser des fonctions de forme adaptées au problème mécanique suivi par corrélation d'images. À partir de là, le problème est décomposé avec un certain nombre de degrés de liberté qu'il convient de déterminer par minimisation d'une erreur globale de corrélation ("résidu de corrélation"). L’erreur de corrélation est la différence entre l’image de référence et l’image déformée corrigée du champ de déplacement mesuré. Les images de référence et déformée sont ensuite sous-découpées à l’aide d’un maillage, plus ou moins fin, de type éléments finis. La forme du déplacement à l’intérieur de chaque élément dépend des fonctions de forme au préalable choisies. Puis, une fois trouvée la valeur des degrés de liberté qui minimisent l’erreur globale de corrélation, l’ensemble du champ de déplacement est obtenu sur la surface observée.
L’approche globale la plus répandue est basée sur les éléments finis où l’on suppose seulement un déplacement 2D continu de la surface observée. Ainsi, chaque élément (imagette) est par définition relié à ses voisins de par ses nœuds. La précision de cette approche dite "FE-based" (pour Finite Element) est meilleure que les approches locales où chaque imagette est analysée indépendamment.

### Déformations
La technique de corrélation d'images ne permet pas de mesurer directement les déformations. Elles sont estimées par post-traitement à partir des déplacements.

### Utilisation en géophysique
La corrélation d'images est utilisable à partir d'images satellites. Elle permet de suivre à grande échelle les déplacements du sol consécutifs à un événement géologique. Ainsi, les déplacements provoqués par des séismes, les déplacements des glaciers, les glissements de terrain peuvent être suivis depuis l'espace.
Les satellites haute résolution (Pléiades) permettent de suivre des déplacements de l'ordre de la dizaine de centimètres, et sont utilisés pour suivre les déformations consécutives à des séismes ou des glissements de terrain. L'imagerie RADAR, généralement de plus faible résolution, permet de suivre des déplacements importants (glaciers par exemple). La déformation liée aux processus volcaniques est généralement trop faible, et est plutôt suivie par interférométrie RADAR (InSAR).
La corrélation d'images permet de mesurer les déplacements horizontaux du sol, mais ne donne pas accès aux mouvements verticaux. Elle est donc souvent couplée à d'autres techniques de mesure (InSAR, GPS) qui elles, peuvent donner accès à cette information.